# 狼渡草原
狼渡草原位于甘肃省岷县闾井镇狼渡村，有徐家店至合作公路（甘肃省道S306）穿经过景区。又称狼渡滩，为面积九十多万亩的草甸，平均海拔2600米，年平均气温4.9℃。地形呈东南高、西北低的原丘陵，平坦开阔。夏季气候凉爽，景色优美，狼渡牧野为岷州八景之一。传说在古代经常有狼群出没，故名狼渡滩。秦代遗留下来的低轱辘车的交通工具(古代战车)体现了当地悠久的历史。